# Meditació cristiana

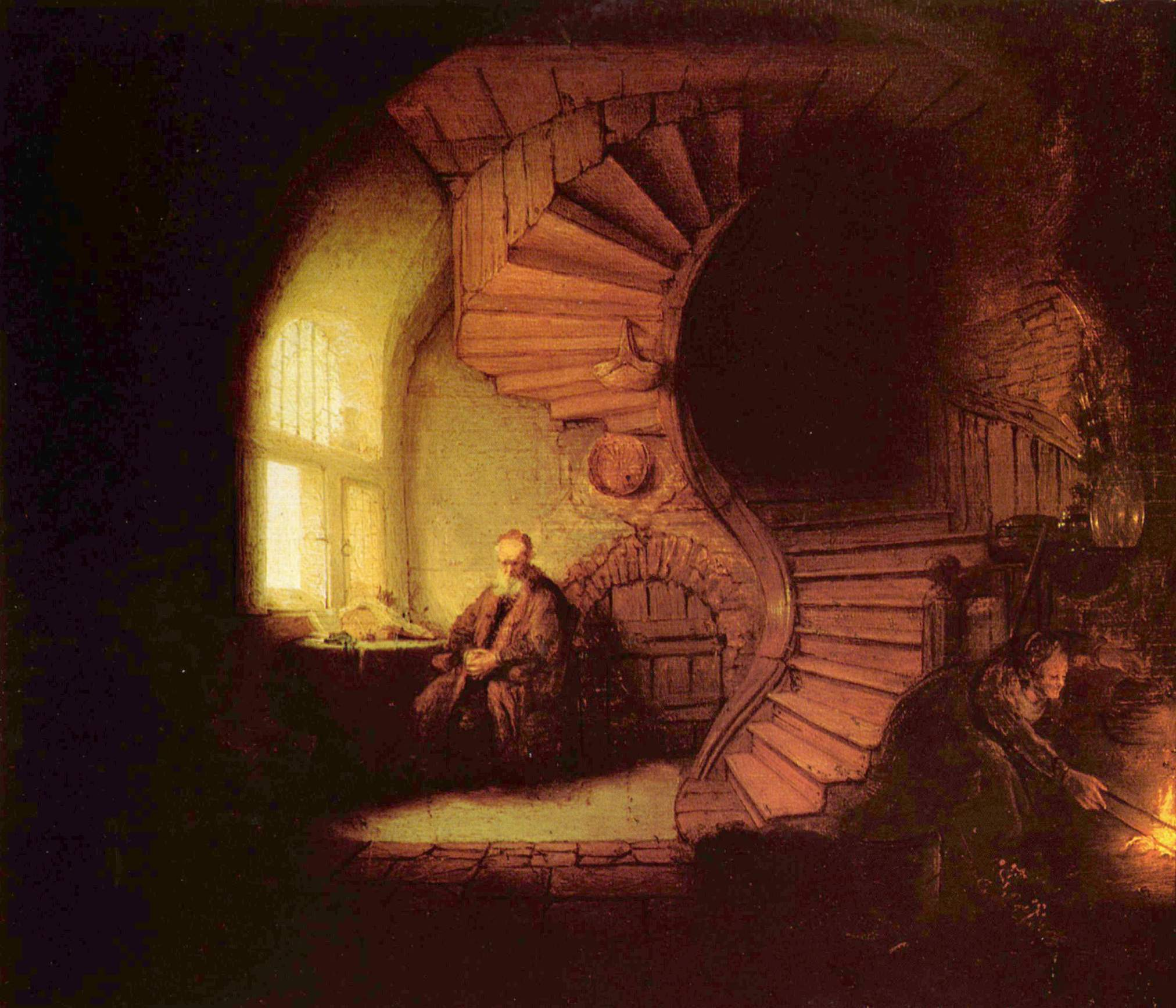
El filòsof meditant, de Rembrandt.

La meditació cristiana és el procés d'enfocar-se deliberadament en pensaments sobre Déu, la seva paraula i la seva obra. La meditació és una expressió de la pregària. Es fa amb l'ajuda d'algun llibre o escrit com la Bíblia, els texts litúrgics del dia, escrits dels Pares de l'Església o dels sants, etc.

## Església catòlica
El Catecisme de l'Església Catòlica es refereix a la meditació com una recerca (secció 2705). L'ésser humà tracta de comprendre el perquè i el com de la vida cristiana per adherir-se i respondre al que el Senyor demana (secció 2705). En la meditació intervé el pensament, la imaginació, l'emoció i el desig; els quals són necessaris per aprofundir en les conviccions de fe, suscitar la conversió del cor i enfortir la voluntat de seguir Crist (secció 2708). La meditació com a reflexió orant permet al cristià avançar cap a la unió amb Déu (secció 2708).

### Mètodes de meditació
Des de l'època de la Contrareforma, els catòlics han emprat els següents mètodes de meditació discursiva: el mètode dels tres poders descrits als Exercicis Espirituals d'Ignasi de Loiola, el mètode de Sant Alfons que és una lleugera alteració dels Exercicis Espirituals, el mètode anomenat de Sant Sulpici, el mètode proposat per Francesc de Sales a la seva obra Una introducció a la vida devota.

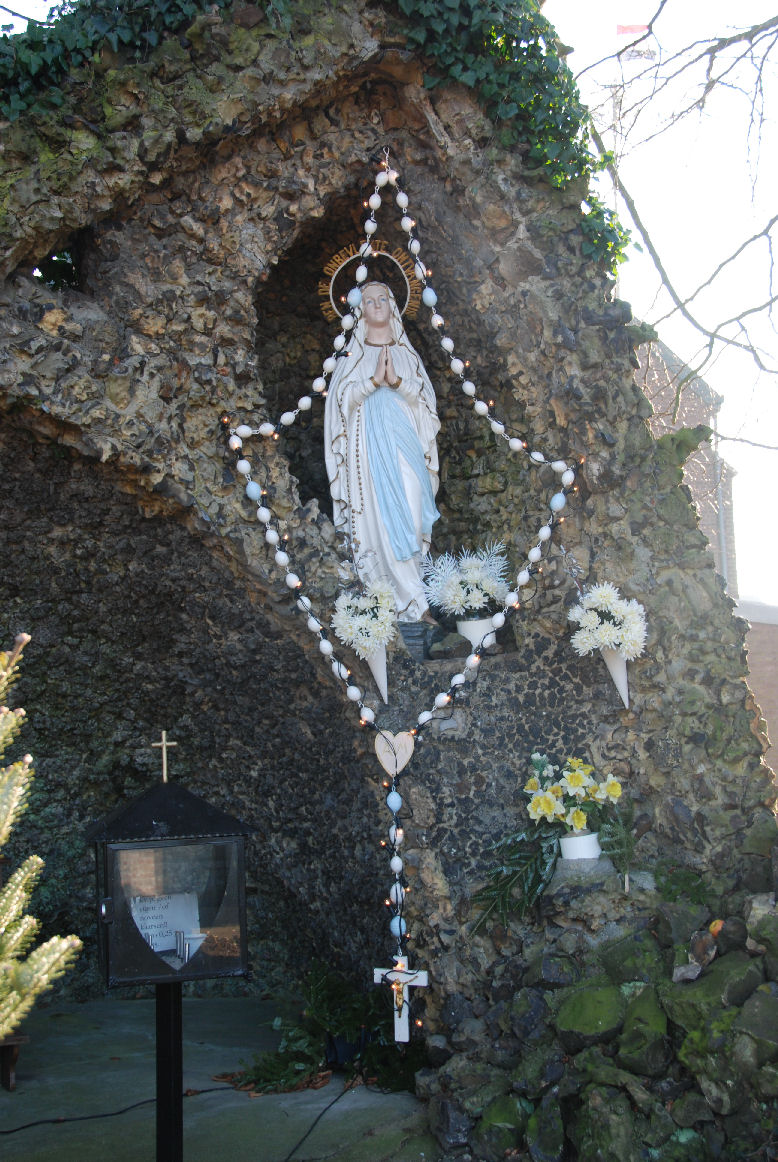
El Sant Rosari

La meditació també forma part del Rosari i de la Lectio Divina (Catecisme de l'Església Catòlica, secció 2708). La Lectio Divina té un pas anomenat meditatio en què la persona, amb l'ajuda de l'Esperit Sant, tracta d'escoltar el que Déu li diu a través de la Bíblia. En la meditatio la persona es pregunta què li diu el text llegit, confronta aquest text amb altres passatges de la Bíblia i veu si el text li indica algun suggeriment a ser aplicat en la seva vida.
L'Església Catòlica permet la diversitat de mètodes de meditació, sempre que els mètodes siguin una guia que condueixi a Crist. (Catecisme de l'Església Catòlica, secció 2707).
La Congregació de la doctrina de la Fe publicà el 1989 un document anomenat Carta als bisbes de l'Església Catòlica sobre alguns aspectes de la meditació cristiana. S'hi adverteix als catòlics sobre els possibles perills per a la fe quan es mescla la meditació cristiana amb estils de meditació provinents d'altres religions o sistemes filosòfics, com l'hinduisme o el budisme.

## Església Ortodoxa
En l'Església Ortodoxa no se sol emprar mètodes de meditació discursiva com els emprats en el catolicisme. Segons el bisbe ortodox anglès Kallistos Ware, els oficis litúrgics dels ortodoxos són molt llargs i ofereixen repeticions freqüents de texts bíblics claus i d'imatges, per la qual cosa no són necessaris aquests mètodes de meditació
Els hesicastes empren la pregària de Jesús en la meditació. Les repeticions de la pregària de Jesús s'adapten al ritme respiratori natural de la persona.